# Acesulfamo-K
El acesulfamo de potasio, conocido también como acesulfamo-K (K es el símbolo del potasio), es un edulcorante artificial acalórico  En la Unión Europea se le identifica bajo el código de aditivo E-950. Fue descubierto accidentalmente en 1967 por el químico alemán Karl Clauss en los laboratorios Hoechst AG. En cuanto a su estructura química, se trata de la sal de potasio del 6-metil-1,2,3-oxatiazina-4-ona-2,2-dióxido. Es un polvo blanco cristalino con fórmula C
4H
4KNO
4S y peso molecular de 201,24 g/mol.

## Propiedades
El acesulfamo de potasio es aproximadamente 200 veces más dulce que la sacarosa (azúcar de mesa), tiene un dulzor similar al aspartamo, dos tercios el de la sacarina y un tercio el de la sucralosa. Al igual que la sacarina, tiene un regusto ligeramente amargo, en especial en altas concentraciones. Kraft Foods patentó en Estados Unidos el uso del ferulato de sodio para enmascarar el amargor del acesulfamo. Esta patente expiró en 2006.
A menudo se usa conjuntamente con otros edulcorantes —generalmente sucralosa o aspartamo—. Estas mezclas tienen fama de proporcionar un sabor más parecido al de la sacarosa, por lo que su uso está muy extendido en productos en los que se trata de sustituir el azúcar imitando su sabor. El tamaño de las partículas de acesulfamo es mucho menor al de la sacarosa, lo que favorece que las mezclas con otros edulcorantes sean más uniformes.
Al contrario que el aspartamo, el acesulfamo potásico es un compuesto que se mantiene estable al aplicar calor, lo cual permite su uso en alimentos que requieren ser horneados o cocinados.

## Uso alimenticio

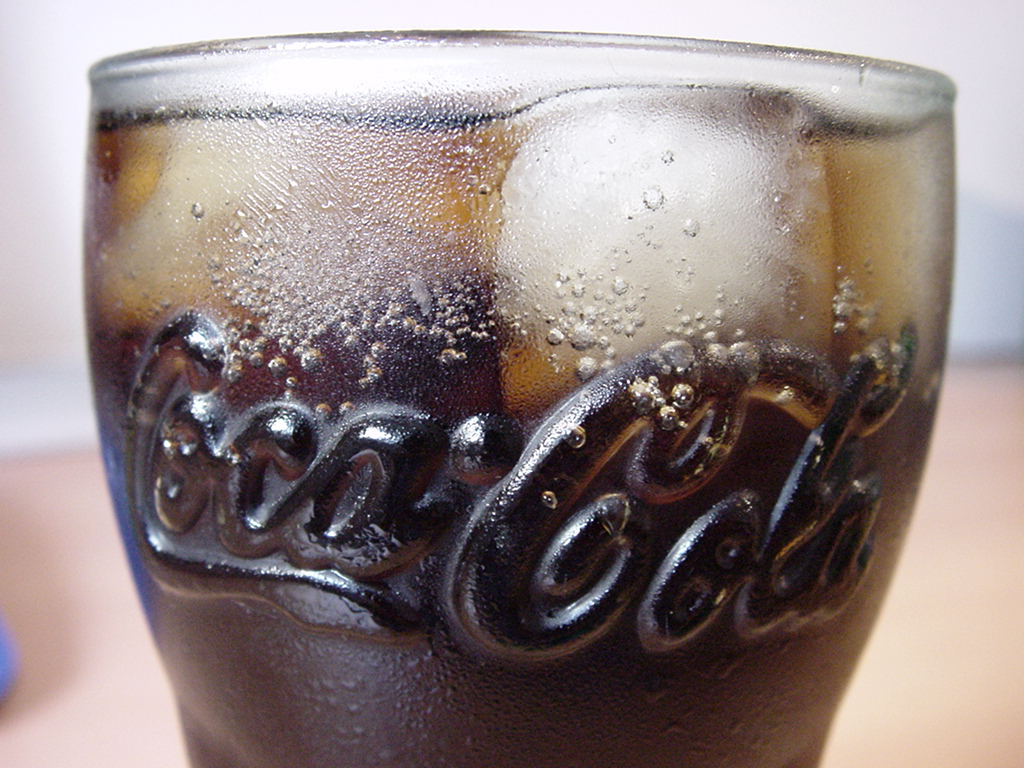
El acesulfamo de potasio se utiliza (junto a otros edulcorantes) como sustituto del azúcar en refrescos y bebidas carbonatadas bajas en calorías.

El uso del acesulfamo potásico en la industria alimentaria está ampliamente extendido. Este aditivo proporciona un sabor dulce sin afectar a la respuesta glucémica del organismo y prescindiendo de la alta concentración calórica de los azúcares.
Se utiliza habitualmente para endulzar chicles, refrescos, bebidas no alcohólicas, lácteos, confitería, postres, pan, etc. Debido a que carece de valor nutricional, es muy popular su uso en los productos etiquetados como «ligeros», «0% azúcares» y en productos para diabéticos. También es habitual su uso como excipiente en productos farmacéuticos, en especial en jarabes, medicamentos solubles o masticables, en los que se utiliza para hacer más agradable su sabor.
La dosis aceptada para consumo humano en función del peso corporal es de 15 mg/kg al día.
Su consumo fue autorizado por primera vez en Reino Unido en 1983, y desde entonces ha sido autorizado en la mayoría de países. Estados Unidos aprobó su uso en 1988. La Unión Europea lo incluyó en la lista de aditivos seguros en la directiva 94/35/CE de junio de 1994.

## Descubrimiento
El acesulfamo de potasio se desarrolló después del descubrimiento accidental de un compuesto similar (5,6-dimetil-1,2,3-oxatiazin-4(3H)-ona2,2-dióxido) en 1967 por Karl Clauss y Harald Jensen en los laboratorios Hoechst AG. Después de sumergir accidentalmente sus dedos en los químicos con los que estaba trabajando, Clauss los lamió levemente para coger una hoja de papel y descubrió el sabor dulce del compuesto, lo cual sirvió para llevar a cabo más investigaciones sobre él.
En investigaciones posteriores, se descubrió que varios compuestos con la misma estructura de anillo básica tenían niveles diferentes de dulzura. El 6-metil-1,2,3-oxatiazina-4(3H)-ona2,2-dióxido tenía características de sabor particularmente favorables y era relativamente fácil de sintetizar, por lo que se seleccionó para futuras investigaciones y recibió su nombre genérico (acesulfamo-K) por parte de la Organización Mundial de la Salud en 1978.